# Kraussia
Kraussia es un género con cuatro especies de plantas con flores perteneciente a la familia de las rubiáceas.
Es nativo de Kenia, sudeste de África y Socotora.

## Especies
- Kraussia floribunda Harv. (1842).
- Kraussia kirkii (Hook.f.) Bullock (1934).
- Kraussia socotrana Bridson (1995).
- Kraussia speciosa Bullock (1931).